# Élections cantonales de 1920 en Guadeloupe
Les élections cantonales ont eu lieu pour le premier tour le 4 janvier et pour le second tour le 11 janvier dans la colonie de la Guadeloupe.
Ce conseil général colonial dispose de compétences, notamment financière, plus étendues qu'un Conseil général de métropole.

## Mode de scrutin
Les trente-six conseillers généraux de la colonie de la Guadeloupe sont élus au suffrage universel masculin, dans le cadre de onze cantons. Ils sont renouvelés normalement par moitié tous les trois ans, mais les scrutins de 1916 et 1919 ont été reportés en 1920, à cause de la Première Guerre mondiale.  
Le mode d'élection choisit est le scrutin majoritaire plurinominal à deux tours :
- au premier il faut obtenir la majorité des voix plus une et au moins un quart du votes des inscrits sur les listes électorales ;
- au second tour (ballottage) le (ou les) candidat(s) avec le plus de voix est élu.

### Augmentation du nombre de conseillers
- La circonscription d'élection est le canton, les trente-six sièges étant répartis proportionnellement à la population des cantons.

| Pointe-à-Pitre   | 9 1 |  |  |
| Basse-Terre      | 5   |  |  |
| Le Moule         | 4   |  |  |
| Lamentin         | 4   |  |  |
| Port-Louis       | 3 1 |  |  |
| Marie-Galante    | 3   |  |  |
| Capesterre       | 3   |  |  |
| Pointe-Noire     | 2   |  |  |
| Saint-François   | 1   |  |  |
| Saint-Martin     | 1   |  |  |
| Saint-Barthélemy | 1   |  |  |
|                  |     |  |  |
| Total            | 36  |  |  |

## Arrondissement de Basse-Terre

### Canton de Basse-Terre
- Cinq conseillers sont à élire.

| Candidats | Candidats            | Étiquette          | Premier tour | Premier tour |
| Candidats | Candidats            | Étiquette          | Voix         | %            |
| --------- | -------------------- | ------------------ | ------------ | ------------ |
|           | Armand Lignières *   | Rép. socialiste    | 1 715        | 71,58        |
|           | Gratien Candace      | Rép. socialiste    | 1 688        | 70,45        |
|           | Frédéric Lurel *     | Rép. socialiste    | 1 687        | 70,41        |
|           | William Fawtier      |                    | 1 678        | 70,03        |
|           | Vital Borifax        | Rép. socialiste    | 1 636        | 68,28        |
|           | Maurice Marie-Claire | Radical            | 693          | 28,92        |
|           | Antonin Arbaud *     | Rép. socialiste    | 691          | 28,84        |
|           | Gerville Michineau   |                    | 691          | 28,84        |
|           | Pierre Bradin        |                    | 674          | 28,13        |
|           | Louis de Meynard     |                    | 647          | 27,00        |
|           | Dincio               |                    | 19           | 0,79         |
|           | Raoul Béville *      | Radical            | 9            | 0,38         |
|           | Ancelin              |                    | 7            | 0,29         |
|           | Joseph Blandin       |                    | 3            | 0,13         |
|           | Sinéus               |                    | 3            | 0,13         |
|           | Neldone              |                    | 3            | 0,13         |
|           | Armand Jean-François | Radical-socialiste | 1            | 0,04         |
|           | A. Ricler            |                    | 1            | 0,04         |
|           | Vitalien             |                    | 1            | 0,04         |
|           | Evenor               |                    | 1            | 0,04         |
|           | Bambert              |                    | 1            | 0,04         |
|           | F. Mégy              |                    | 1            | 0,04         |
|           |                      |                    |              |              |
| Inscrits  | Inscrits             | Inscrits           | 6 485        | 100,00       |
| Votants   | Votants              | Votants            | 2 396        | 36,95        |
| Exprimés  |                      |                    |              |              |

*sortant

### Canton de Capesterre
- Trois conseillers sont à élire.

| Candidats | Candidats           | Étiquette       | Premier tour | Premier tour |
| Candidats | Candidats           | Étiquette       | Voix         | %            |
| --------- | ------------------- | --------------- | ------------ | ------------ |
|           | Edmond Bolivar      |                 | 1 724        | 84,84        |
|           | Paul Lavapie *      | Rép. socialiste | 1 695        | 83,42        |
|           | Léon-Seymour Philis |                 | 1 638        | 80,61        |
|           | Ruffin Bélangère    |                 | 568          | 27,95        |
|           | Trocador            |                 | 1            | 0,05         |
|           | Laurent Emmanuel    |                 | 1            | 0,05         |
|           | Urgent Séverin      |                 | 1            | 0,05         |
|           | B. Corneille        |                 | 1            | 0,05         |
|           | B. Octave           |                 | 1            | 0,05         |
|           | F. Samson           |                 | 1            | 0,05         |
|           |                     |                 |              |              |
| Inscrits  | Inscrits            | Inscrits        | 4 930        | 100,00       |
| Votants   | Votants             | Votants         | 2 032        | 41,22        |
| Exprimés  |                     |                 |              |              |

*sortant

### Canton de Marie-Galante
- Trois conseillers sont à élire.

| Candidats | Candidats              | Étiquette | Premier tour | Premier tour |
| Candidats | Candidats              | Étiquette | Voix         | %            |
| --------- | ---------------------- | --------- | ------------ | ------------ |
|           | Adolphe Bluel          |           | 1 683        | 99,70        |
|           | Ernest Bastareaud *    | Soc ind   | 1 673        | 99,11        |
|           | Émile Bambuck          |           | 1 668        | 98,82        |
|           | Gervais Bordin         |           | 1            | 0,06         |
|           | Solinon Thomas         |           | 1            | 0,06         |
|           | Miraculeux Petit-Frère |           | 1            | 0,06         |
|           | Maïs Garçon            |           | 1            | 0,06         |
|           |                        |           |              |              |
| Inscrits  | Inscrits               | Inscrits  | 4 666        | 100,00       |
| Votants   | Votants                | Votants   | 1 688        | 36,18        |
| Exprimés  |                        |           |              |              |

*sortant

### Canton de Pointe-Noire
- Deux conseillers sont à élire.

| Candidats | Candidats              | Étiquette       | Premier tour | Premier tour | Ballotage | Ballotage |
| Candidats | Candidats              | Étiquette       | Voix         | %            | Voix      | %         |
| --------- | ---------------------- | --------------- | ------------ | ------------ | --------- | --------- |
|           | Charles Valentin       | Rép. socialiste | 874          | 74,01        |           |           |
|           | Claude Létin           | Rép. de gauche  | 364          | 30,82        |           |           |
|           | Hippolyte Sainval-Noël |                 | 343          | 29,04        | 820       | 62,98     |
|           | Joseph Dierle *        | Rép. de gauche  | 327          | 27,69        | 199       | 15,28     |
|           | Hildevert-Adolphe Lara | Rép. socialiste | 256          | 21,88        | 306       | 23,50     |
|           |                        |                 |              |              |           |           |
| Inscrits  | Inscrits               | Inscrits        | 3 268        | 100,00       | 3 268     | 100,00    |
| Votants   | Votants                | Votants         | 1 181        | 36,14        | 1 302     | 39,84     |
| Exprimés  |                        |                 |              |              |           |           |

*sortant

### Canton de Saint-Barthélemy
- Un conseiller est à élire.

| Candidats | Candidats       | Étiquette       | Premier tour | Premier tour |
| Candidats | Candidats       | Étiquette       | Voix         | %            |
| --------- | --------------- | --------------- | ------------ | ------------ |
|           | Alcide Terrac * | Rép. socialiste | 208          | 100,00       |
|           |                 |                 |              |              |
| Inscrits  | Inscrits        | Inscrits        | 676          | 100,00       |
| Votants   | Votants         | Votants         | 208          | 30,77        |
| Exprimés  |                 |                 |              |              |

*sortant

### Canton de Saint-Martin
- Un conseiller est à élire.
- Alexandre Beauperthuy (Réactionnaire), élu depuis 1889, ne se représente pas.

| Candidats | Candidats        | Étiquette | Premier tour | Premier tour |
| Candidats | Candidats        | Étiquette | Voix         | %            |
| --------- | ---------------- | --------- | ------------ | ------------ |
|           | Emmanuel Fleming |           | 311          | 100,00       |
|           |                  |           |              |              |
| Inscrits  | Inscrits         | Inscrits  | 958          | 100,00       |
| Votants   | Votants          | Votants   | 311          | 32,46        |
| Exprimés  |                  |           |              |              |

*sortant

## Arrondissement de Pointe-à-Pitre

### Canton de Pointe-à-Pitre
- Neuf conseillers sont à élire, soit un de plus qu'en 1913.

| Candidats | Candidats               | Étiquette          | Premier tour | Premier tour |
| Candidats | Candidats               | Étiquette          | Voix         | %            |
| --------- | ----------------------- | ------------------ | ------------ | ------------ |
|           | Achille René-Boisneuf * | Radical-socialiste | 3 284        | 97,88        |
|           | Jean-Justin Archimède   | Radical            | 3 272        | 97,53        |
|           | Camille Dain *          | Radical            | 3 266        | 97,35        |
|           | Séraphin Adélaïde       | Radical            | 3 264        | 97,29        |
|           | Nérée Paladine          | Radical            | 3 263        | 97,26        |
|           | Lubin Tirolien          | Radical-socialiste | 3 260        | 97,17        |
|           | Horace Descamps         | Radical-socialiste | 3 259        | '97,14       |
|           | Amédée Barboteau        | Radical-socialiste | 3 255        | 97,02        |
|           | Adrien Fidelin          | Radical-socialiste | 3 253        | 96,96        |
|           | Georges Toussaint       |                    | 15           | 0,45         |
|           | Armand Jean-François    | Radical-socialiste | 2            | 0,06         |
|           | Hégésippe Légitimus     | FSAG               | 1            | 0,06         |
|           | Hildevert-Adolphe Lara  | SFIO               | 1            | 0,06         |
|           |                         |                    |              |              |
| Inscrits  | Inscrits                | Inscrits           | 11 439       | 100,00       |
| Votants   | Votants                 | Votants            | 3 355        | 29,33        |
| Exprimés  |                         |                    |              |              |

*sortant

### Canton de Lamentin
- Quatre conseillers sont à élire.

| Candidats | Candidats               | Étiquette          | Premier tour | Premier tour |
| Candidats | Candidats               | Étiquette          | Voix         | %            |
| --------- | ----------------------- | ------------------ | ------------ | ------------ |
|           | Emmanuel Condo *        | Rép. socialiste    | 2 587        | 99,81        |
|           | Jules-Guillaume Bajazet | Radical-socialiste | 2 587        | 99,81        |
|           | Auguste Arsène          | Radical-socialiste | 2 587        | 99,81        |
|           | Pierre Bouverat         |                    | 2 575        | 99,34        |
|           | Vincent Gros            |                    | 1            | 0,04         |
|           |                         |                    |              |              |
| Inscrits  | Inscrits                | Inscrits           | 6 272        | 100,00       |
| Votants   | Votants                 | Votants            | 2 592        | 41,33        |
| Exprimés  |                         |                    |              |              |

*sortant

### Canton du Moule
- Quatre conseillers sont à élire.

| Candidats | Candidats               | Étiquette          | Premier tour | Premier tour | Ballotage | Ballotage |
| Candidats | Candidats               | Étiquette          | Voix         | %            | Voix      | %         |
| --------- | ----------------------- | ------------------ | ------------ | ------------ | --------- | --------- |
|           | William Mélesse         | Radical-socialiste | 1 166        | 56,30        | 1 307     | 95,33     |
|           | Charles Romana          | Radical-socialiste | 1 165        | 56,25        | 1 305     | 95,19     |
|           | Eugène Graëve           | Radical-socialiste | 1 163        | 56,16        | 1 306     | 95,26     |
|           | Achille René-Boisneuf * | Radical-socialiste | 1 159        | 55,96        | 1 304     | 95,11     |
|           | Emmanuel Daubé          | FSAG               | 903          | 43,60        |           |           |
|           | Ninus Côme-Corneille    | FSAG               | 902          | 43,55        |           |           |
|           | Paulin Mérope           | FSAG               | 899          | 43,41        |           |           |
|           | André Bose              | FSAG               | 892          | 43,07        |           |           |
|           |                         |                    |              |              |           |           |
| Inscrits  | Inscrits                | Inscrits           | 5 609        | 100,00       | 5 609     | 100,00    |
| Votants   | Votants                 | Votants            | 2 071        | 36,92        | 1 371     | 24,69     |
| Exprimés  |                         |                    |              |              |           |           |

*sortant

### Canton de Port-Louis
- Trois conseillers sont à élire, soit un de moins qu'en 1910.

| Candidats | Candidats              | Étiquette          | Premier tour | Premier tour | Ballotage | Ballotage |
| Candidats | Candidats              | Étiquette          | Voix         | %            | Voix      | %         |
| --------- | ---------------------- | ------------------ | ------------ | ------------ | --------- | --------- |
|           | Fernand Nodanche       |                    | 544          | 62,17        | 693       | 65,38     |
|           | Élie Procope           |                    | 508          | 58,06        | 470       | 44,34     |
|           | Ernest Nubret          |                    | 465          | 53,14        |           |           |
|           | Joseph Toni            |                    | 314          | 35,89        |           |           |
|           | Philippe Jean-Philippe |                    | 298          | 34,06        |           |           |
|           | Daniel Vermilas        |                    | 243          | 27,77        | 284       | 26,79     |
|           | Mathieu Clamy-Dronade  | FSAG               | 28           | 3,20         | 383       | 36,13     |
|           | Saint-Amand            |                    | 26           | 2,97         |           |           |
|           | Michel Tacita          |                    | 21           | 2,40         |           |           |
|           | Louis Nubret           |                    | 7            | 0,80         | 613       | 57,83     |
|           | Olive Guyot            |                    | 7            | 0,80         |           |           |
|           | Stéphane Procope       |                    | 4            | 0,46         |           |           |
|           | Édouard Galpé          |                    | 1            | 0,11         |           |           |
|           | Barbotteau             |                    | 1            | 0,11         |           |           |
|           | Armand Jean-François * | Radical-socialiste | 1            | 0,11         |           |           |
|           | Gabriel-Félix Raban    |                    | /            | /6           | 486       | 45,85     |
|           |                        |                    |              |              |           |           |
| Inscrits  | Inscrits               | Inscrits           | 3 452        | 100,00       | 3 452     | 100,00    |
| Votants   | Votants                | Votants            | 875          | 25,34        | 1 060     | 30,71     |
| Exprimés  |                        |                    |              |              |           |           |

*sortant

### Canton de Saint-François
- Un seul conseiller est à élire.

| Candidats | Candidats        | Étiquette          | Premier tour | Premier tour |
| Candidats | Candidats        | Étiquette          | Voix         | %            |
| --------- | ---------------- | ------------------ | ------------ | ------------ |
|           | Amédée Pauvert * | Réactionnaire      | 510          | 99,80        |
|           | Anthénor Ferly   | Radical-socialiste | 1            | 0,20         |
|           |                  |                    |              |              |
| Inscrits  | Inscrits         | Inscrits           | 1 498        | 100,00       |
| Votants   | Votants          | Votants            | 511          | 34,11        |
| Exprimés  |                  |                    |              |              |

*sortant

### Sources
- Bibliothèque de l'Université de Floride : https://ufdc.ufl.edu/fr
- Journal officiel de la Guadeloupe
- Le Progrès de la Guadeloupe[2]
- Le Courrier de la Guadeloupe[3]